# Jesús Ramos (Leichtathlet, 1996)
Jesús Ramos (* 29. April 1996) ist ein spanischer Leichtathlet, der sich auf den Langstreckenlauf spezialisiert hat.

## Sportliche Laufbahn
Erste internationale Erfahrungen sammelte Jesús Ramos im Jahr 2013, als er bei den Jugendweltmeisterschaften in Donezk in 3:48,69 min den siebten Platz im 1500-Meter-Lauf belegte. Bei den Crosslauf-Europameisterschaften 2015 in Hyères wurde er nach 18:07 min 15. im U20-Rennen und im Jahr darauf gewann er bei den U23-Mittelmeer-Meisterschaften in Tunis in 4:09,66 min die Bronzemedaille über 1500 Meter hinter dem Tunesier Abdessalem Ayouni und Bekmezci Suleyman aus der Türkei. Im Dezember belegte er bei den Crosslauf-Europameisterschaften in Chia in 23:08 min den siebten Platz im U23-Rennen und bei den Crosslauf-Weltmeisterschaften 2017 in Kampala belegte er in 24:29 min den siebten Platz in der Mixed-Staffel. 2024 wurde er bei den Europameisterschaften in Rom in 28:24,93 min Erster im B-Lauf über 10.000 Meter und im Jahr darauf wurde er bei den erstmals ausgetragenen Straßenlauf-Europameisterschaften 2025 in Löwen in 28:07 min Fünfter im 10-km-Straßenlauf und sicherte sich in der Teamwertung die Silbermedaille hinter dem französischen Team.
In den Jahren 2023 und 2024 wurde Ramos spanischer Meister im 5-km-Straßenlauf sowie 2022, 2023 und 2025 über 10 km.

## Persönliche Bestzeiten
- 1500 Meter: 3:42,40 min, 2. Juli 2016 in Ordizia
  - 3000 Meter (Halle): 7:53,90 min, 8. Februar 2021 in Barcelona
- 5000 Meter: 13:55,98 min, 20. Juni 2021 in Braga
- 10.000 Meter: 27:49,73 min, 5. Juni 2021 in Birmingham
- 5-km-Straßenlauf: 13:48 min, 14. Mai 2023 in Santander
- 10-km-Straßenlauf: 28:07 min, 13. April 2025 in Löwen
- Halbmarathon: 1:02:14 h, 27. Oktober 2024 in Valencia